# Máximo Lobatón
Máximo Lobatón (Chincha, Perú, 13 de agosto de 1914) fue un futbolista peruano que jugaba de mediocampista.

## Trayectoria
Su carrera inició en Deportivo Municipal, habiéndose titulado campeón de la Primera División de Perú en 1938. En 1939 se incorporó a Magallanes, equipo en el que llegó a ser capitán. Antes de regresar a su país para incorporarse a Alianza Lima, jugó dos amistosos defendiendo la camiseta del Colo Colo y compartiendo equipo con los peruanos Pablo Pasache y César Socarraz, este último jugador colocolino en ese tiempo. Después de su actuación en el Sudamericano del 42, lo llevó a ser contratado por el Huracán de Argentina para el torneo de 1942, jugó 11 partidos con el globo, compartiendo honores con los argentinos Emilio Baldonedo y Herminio Masantonio. También jugó por Deportivo Cali de Colombia, junto a Manuel Giúdice, quien ya habían compartido equipo antes en Argentina y su compatriota Valeriano López, en el inicio del futbol profesional de ese país. Luego de su retiro como futbolista, fue entrenador de fútbol, llegó a dirigir el primer equipo del Deportivo Cali y Alianza Lima, este último el club de sus amores.

## Selección nacional
Ha sido internacional con la Selección de fútbol de Perú, participó en el Campeonato Sudamericano 1941 y Campeonato Sudamericano 1942, respectivamente.

## Clubes

### Como jugador
| Club                | País      | Año         |
| ------------------- | --------- | ----------- |
| Sport Progreso      | Perú      | 1936        |
| Deportivo Municipal | Perú      | 1937 − 1938 |
| Magallanes          | Chile     | 1939 − 1940 |
| Alianza Lima        | Perú      | 1941        |
| Huracán             | Argentina | 1942        |
| Alianza Lima        | Perú      | 1943 − 1947 |
| Deportivo Cali      | Colombia  | 1948 − 1952 |

### Como entrenador
| Club               | País     | Año         |
| ------------------ | -------- | ----------- |
| Alianza Lima       | Perú     | 1953(i)     |
| Sport Boys         | Perú     | 1954        |
| Deportivo Cali     | Colombia | 1955        |
| Deportivo Cali     | Colombia | 1956(i)     |
| Deportes Quindío   | Colombia | 1958 − 1959 |
| Cúcuta Deportivo   | Colombia | 1960        |
| Alfonso Ugarte     | Perú     | 1966        |
| Carlos A. Mannucci | Perú     | 1974        |

## Palmarés

### Título nacional
| Título           | Club                | País | Año  |
| ---------------- | ------------------- | ---- | ---- |
| Primera División | Deportivo Municipal | Perú | 1938 |

### Distinciones individuales
| Distinción                                                         | Año  |
| ------------------------------------------------------------------ | ---- |
| Incluido dentro de los jugadores más históricos del Deportivo Cali | 2022 |
| Incluido dentro de las 50 mejores figuras históricas de Magallanes | 2019 |